# 김경호 (1959년)
김경호(金炅鎬, 1959년 12월 20일~)는 대한민국의 정치인이다. 제10대 서울특별시 광진구청장(민선 8기)이다.

## 학력
- 살레시오고등학교 (졸업 / 18회)
- 전남대학교 경영대학 (경영학 79 / 학사)
- 서울대학교 행정대학원 (행정학 / 석사과정 수료)
- 오리건 대학교 대학원 (재무행정학 / MA)

## 경력
- 제31회 행정고등고시 합격
- 서울특별시 영등포구청 문화공보실장, 사무관
- 서울특별시청 내무국 시민과 생활보호계장
- 서울특별시 청소사업본부 사무관
- 서울특별시청 기획관리실 기획담당관 기획관리계장
- 서울특별시청 기획관리실 심사분석담당관 심사분석계장
- 서울특별시청 기획관리실 기획담당관 기획조정계장
- 서울특별시청 산업경제국 소비자보호과장 직무대리, 서기관
- 서울특별시청 산업국 DMC담당관
- 서울특별시청 교통국 교통개선총괄반장
- 서울특별시 청계천복원추진본부 복원기획단 복원관리담당관
- 서울특별시청 환경국 환경과장
- 서울특별시 맑은서울추진본부 맑은서울총괄담당관 겸 맑은서울관리반장, 부이사관
- 서울특별시 도시교통본부 교통기획관
- 2010~2012: 제14대 서울특별시 구로구청 부구청장
- 서울특별시청 복지건강실장, 이사관
- 서울특별시청 도시교통본부장
- 2015. 7.~2016. 6.: 서울특별시 광진구청 부구청장
- 2015. 7.~2016. 6.: 서울특별시의회 의회사무처장, 관리관
- 2018~2021: 제16대 서울특별시농수산식품공사 사장
- 2021. 12.~2022. 4.: 국민의힘 서울특별시당 광진구 을 당원협의회 위원장
- 2022. 6.~: 제10대 서울특별시 광진구청장 (민선 8기, 국민의힘, 초선)

## 역대 선거 결과
| 실시년도 | 선거      | 대수 | 직책   | 선거구      | 정당     | 득표수   | 득표율          | 순위 | 당락 | 비고           |
| -------- | --------- | ---- | ------ | ----------- | -------- | -------- | --------------- | ---- | ---- | -------------- |
| 2022년   | 지방 선거 | 10대 | 구청장 | 서울 광진구 | 국민의힘 | 79,404표 | \| \| 51.20% \| | 1위  |      | 초선, 민선 8기 |
|          | 51.20%    |      |        |             |          |          |                 |      |      |                |

| 전임 김선갑 | 제10대 서울특별시 광진구청장(민선) 2022년 7월 1일~ |  |